# Naoto Ishikawa
Naoto Ishikawa (石川 直人 Ishikawa Naoto?), född 7 november 1989 i Ibaraki prefektur, är en japansk före detta fotbollsspelare.
Ishikawa började sin karriär 2008 i Mito HollyHock. Han avslutade karriären 2009.